# Flesh & Blood (Poison-Album)
Flesh & Blood ist das 1990 erschienene dritte Studioalbum der US-amerikanischen Glam-Metal-Band Poison.

## Hintergrund
Das zweite Studioalbum der Band, Open Up and Say... Ahh! hatte der Gruppe mit Every Rose Has Its Thorn unter anderem einen Nummer-eins-Hit in den USA beschert, das Album selbst war bis auf Platz zwei der Billboard 200 gestiegen und fünffach mit Platin ausgezeichnet worden. In Europa hatte Poison geringfügig weniger Erfolg: Die Gruppe erreichte zwar auch hier die Charts, konnte jedoch weder mit dem Album, noch mit den Singles die Top Ten erreichen.
Flesh & Blood wurde in den Little Mountain Studios in Vancouver (Kanada) aufgenommen und von Bruce Fairbairn produziert. Die Veröffentlichung erfolgte am 21. Juni 1990, als Singles wurden die Titel Unskinny Bop und Something to Believe In ausgekoppelt. Mit Flesh & Blood gelang es Poison, die britischen Top Ten zu erreichen, wo das Album Platz drei erreichte.

## Rezeption
Frank Trojan (Rock Hard) schrieb, er habe „fast schon die Hoffnung gehabt, daß diese Scheibe richtig gut“ würde. Das „monströse Intro“ leite nämlich mit 'Valley of Lost Souls' den „härtesten und treibendsten Track der LP“ ein. Es sei ein Stück „fast wie in alter Mötley Crüe-Manier“. Danach folge „zum Großteil der erwartete, vor Kommerz triefende Pop-Metal, genau und perfekt durchgestylt wie das ekelhafte Outfit“ der Band. Produzent Bruce Fairbairn habe „allerdings erstklassige Arbeit geleistet und der Scheibe Leben eingehaucht“. Auch wenn das Album „keine Offenbarung“ geworden sei, habe sich die Band „in allererster Linie musikalisch gesteigert“. Es fänden sich „auch bemerkenswerte Keyboard-Parts wie beim geilen 'Something To Believe In', einer wirklichen Superballade“. Allerdings seien 95 Prozent des Materials „auf eine bestimmte Käuferschicht zugeschnittene Belanglosigkeiten“, die „in den Staaten wieder Platinstatus“ garantierten, in Europa aber wohl nur „beim minderjährigen "Bravo"-Publikum für feuchte Schritte sorgen“ würden.
Metal Hammer kam zu dem Urteil, „zwölf Songs, ein Intro und eine Gitarrenspielerei, bei der C.C. De Ville keinen Hehl aus seinen Faves für Cajun“ mache – die neue Poison habe „viel zu bieten.“ „Aufwand um jeden Preis“ laute die Devise, aber weniger „durch Looks, als durch gute Hooks und handwerklich kompetente Performance.“ Es finde sich „auf Flesh & Blood einmal mehr eine gesunde Mischung aus Poison-typischen Rockern à la Love On The Rocks (Der Titelsong und Don't Give Up an Inch), poppig angehauchten Radio-Faves (Unskinny Bop, Ride The Wind) und pompösen Balladen (Life Goes On die hitverdächtigere, Something To Believe In die bessere).“ Alles in allem handele es sich um „ein ausgewogenes und unbekümmertes Album.“
Steve Huey von Allmusic kommentierte, Poison hätten mit 'Flesh & Blood' „ein Angebot gemacht, um ernst genommen zu werden“. Selbst der Titel „suggeriere den Wunsch nach mehr Substanz und Realität in der Musik“ der Band. Es gebe zwar auch „schmierige Elemente wie den Top-Five-Hit 'Unskinny Bop'“, aber „im wesentlichen scheue die Band auf dem Album vor den bekannten Party-Hymnen zurück“. Manchmal funktioniere das „überraschend gut“. Verglichen mit früheren Aufnahmen sei Flesh & Blood „keinesfalls ein schlechtes Album, es sei nur nicht das, was Poison am besten“ beherrschten.
In den USA wurde das Album am 5. September 1990 mit einer Goldenen Schallplatte ausgezeichnet. Bis heute verkaufte sich das Album allein in den Vereinigten Staaten mehr als 6 Millionen Mal, was sich in der Verleihung von Dreifach-Platin am 14. Februar 1991 niederschlug.

## Titelliste
Alle Titel wurden von Bret Michaels, C. C. DeVille, Bobby Dall und Rikki Rockett geschrieben.
1. Strange Days of Uncle Jack – 1:40
2. Valley of Lost Souls – 3:58
3. (Flesh & Blood) Sacrifice – 4:41
4. Swampjuice (Soul-O) – 1:26
5. Unskinny Bop – 3:48
6. Let It Play – 4:21
7. Life Goes On – 4:46
8. Come Hell or High Water – 5:01
9. Ride the Wind – 3:51
10. Don’t Give Up an Inch – 3:43
11. Something to Believe In – 5:29
12. Ball and Chain – 4:22
13. Life Loves a Tragedy – 5:13
14. Poor Boy Blues – 5:18

Bonus-Tracks der Neuauflage (2006):
1. Something to Believe In # 2 (acoustic mit neuem Text)
2. God Save the Queen (Instrumental, Sex-Pistols-Cover)